# Progreso, Guadalcázar
Progreso är en ort i Mexiko.   Den ligger i kommunen Guadalcázar och delstaten San Luis Potosí, i den centrala delen av landet, 400 km norr om huvudstaden Mexico City. Progreso ligger 1 110 meter över havet och antalet invånare är 231.
Terrängen runt Progreso är lite kuperad, och sluttar österut. Runt Progreso är det mycket glesbefolkat, med 6 invånare per kvadratkilometer. Närmaste större samhälle är Santo Domingo, 19,1 km väster om Progreso. Omgivningarna runt Progreso är i huvudsak ett öppet busklandskap.